# Zone Blanche (serie de televisión)
Zone Blanche es una serie televisiva franco-belga de 2017 creada por Mathieu Missoffe. Se emite en Francia desde el 10 de abril de 2017 en la cadena France 2, y en Bélgica desde marzo de 2017 en el canal RTBF. La serie es distribuida en el resto del mundo por la plataforma Netflix.

## Sinopsis
Villefranche, escondida en el corazón del bosque, parece aislada del mundo. Este pueblo lejano, en el hermoso paisaje de una zona blanca (donde no pasan las ondas), afronta un clima duro dominado por la naturaleza salvaje y los incesantes graznidos de los cuervos.
Además de tener una tasa de homicidios seis veces superior a la media y de ser sacudida por los frecuentes fallecimientos, Villefranche es el marco de enfrentamientos y rivalidades, especialmente con la familia del alcalde, cuya hija lleva 3 meses desaparecida, y en sus bosques habita una criatura.
Laurène Weiss, mayor de la pequeña fuerza policial del pueblo (que cuenta con solo tres personas), tiene que hacerse cargo de las múltiples investigaciones, además de imponer el orden entre la población y calmar las tensiones entre el alcalde y el nuevo fiscal que acaba de llegar al pueblo, todo mientras intenta descifrar los misterios del bosque.

## Reparto

### Personajes principales
- Suliane Brahim: Laurène Weiss, jefe de la gendarmería. 20 años atrás desapareció durante un tiempo y perdió dos dedos de la mano izquierda. Tiene una hija adolescente llamada Cora y mantiene una tumultuosa relación sentimental con el alcalde Bertrand Steiner.
- Hubert Delattre: Martial Ferrandis, conocido como « Osito » (en original « Nounours »), gendarme de gran envergadura física, brazo derecho de Laurène Weiss.
- Laurent Capelluto: Franck Siriani, el nuevo fiscal, a menudo sarcástico. Su torpeza aparente esconde una gran eficacia.
- Samuel Jouy: Bertrand Steiner, alcalde de Villefranche. Casado con Léa, mantiene una complicada relación amorosa con Laurène Weiss.
- Renaud Rutten: Louis Hermann, gendarme aficionado a la caza y la pesca.
- Tiphaine Daviot: Camille Laugier, joven gendarme.
- Anne Suarez: Léa Steiner, mujer del alcalde.
- Naidra Ayadi: Leila Barami, médica y forense. Le gusta la fiesta.
- Camille Aguilar: Cora Weiss, hija adolescente de Laurène Weiss, de temperamento rebelde. Practica el tiro al arco.
- Brigitte Sy: Sabine Hennequin, gerente del bar Eldorado. Miembro importante de la comunidad, es concejal en la oposición.
- Dan Herzberg: Gaspard Bellan, hombre de confianza de los Steiner.
- Cyrielle Debreuil: Anna Delambre, camarera del bar Eldorado.[3]
- Thomas Doret: Rudy Guérin, adolescente amigo de Cora Weiss.
- Marina Hands: Delphine Garnier, técnico medioambiental. (temporada 2).

### Personajes recurrentes
- Olivier Bonjour: Gérald Steiner, padre de Bertrand Steiner. «Padrino» local, controla los asuntos de Villefranche y puede recurrir a la violencia.
- Théo Costa-Marini: Roman Barthélémy, bibliotecario y activista ecologista, perteneciente a una organización secreta que se opone a los Steiner.
- Samir Boitard: Paul Méric, bombero.
- Sarah-Megan Allouch: Marion Steiner, hija desaparecida de Bertrand y Léa Steiner y mejor amiga de Cora Weiss.
- Jean-Michel Balthazar: Licenciado Caubère, abogado.

### Personajes secundarios
- Pascal Elso: Pierre Winkler
- Stefano Cassetti: Rico Bellestera
- Jean-François Cayrey: Marc Lercier
- Jean-Benoît Ugeux: Georges Vachon
- Fabrizio Rongione: Simon Lefranc
- Gilles Vandeweerd: Flavius

## Producción
En mayo de 2017, el productor de la serie, Vincent Mouluquet, anunció que se estaba escribiendo la segunda temporada.
El rodaje de la segunda temporada se inició el 17 de abril de 2018, en exteriores situados en los Vosgos y Bélgica y con la llegada de un nuevo personaje, Delphine Garnier, técnico medioambiental interpretado por Marina Hands

### Lugares de rodaje
La serie ha sido rodada principalmente en la Cordillera de los vosgos en el sector de Gérardmer. La fachada del Ayuntamiento de Gérardmer es utilizada como decoración para el Ayuntamiento de Villefranche. La serrería que aparece en el primer episodio de la serie es la de Moussey. El bar se levante en un lugar situado en Ban-sur-Meurthe-Clefcy. La escena donde un bebé es arrojado a una cascada ha sido rodada en el salto del Bouchot cerca de Vagney. Las vistas desde el aire muestran la carretera del col de la Schlucht, sobre todo en un sitio concreto: «la Roca del Diablo». También se han rodado escenas de persecución en Cornimont y otras en Granges-Aumontzey. Algunas escenas del episodio final de la temporada 1 se grabaron en la Tête des Curveaux a Eloyes cerca de Remiremont. La cantera ha sido rodada en la cantera de Quenast en Henao, Bélgica. El productor, Vincent Mouluquet, explica la elección de  los Vosgos para el rodaje: Se quería mostrar a los espectadores cosas que no están acostumbrados a  ver. Tener el sentimiento que había una forma de rareza [...] Se ha elegido los Vosgos por la riqueza de sus paisajes, atmósferas, ambientes, panorámicas, verdaderamente excepcional. »

## Episodios

### Temporada 1 (2017)
1. Al llegar a la ciudad
2. ¿Con qué sueñan los lobos ?
3. En el abismo
4. Ya no iremos mås al bosque
5. El final de la carretera
6. Sombríos héroes
7. El secreto detrás de la ventana
8. El final no es más que el principio

### Temporada 2 (2019)
Los ocho episodios fueron emitidos en Francia a partir  del 11 de febrero de 2019.
1. Cómo vivimos ahora, 1.ª parte
2. Cómo vivimos ahora, 2.º parte
3. En otra vida
4. Golpe de luna
5. La doncella y la muerte
6. Santuario
7. Como un perro
8. La sombra y las presas

## Recepción

### Audiencias
| Temporada | Episodios | Fecha de emisión en France 2   | Espectadores France 2 | PDA    |
| --------- | --------- | ------------------------------ | --------------------- | ------ |
| 1         | 1 y 2     | 10 de abril de 2017 (7 años)   | 3,965 millions        |        |
| 1         | 3 y 4     | 17 de abril de 2017 (7 años)   | 2,965 millions        |        |
| 1         | 5 y 6     | 24 de abril de 2017 (7 años)   | 2,974 millions        |        |
| 1         | 7 y 8     | 1 de mayo de 2017 (7 años)     | 3,246 millions        |        |
| 2         | 1         | 11 de febrero de 2019 (6 años) | 2,137 millions        | 9,3 %  |
| 2         | 2         | 11 de febrero de 2019 (6 años) | 1,72 million          | 8,7 %  |
| 2         | 3         | 18 de febrero de 2019 (6 años) | 1,81 million          | 7,6 %  |
| 2         | 4         | 18 de febrero de 2019 (6 años) | 1,42 million          | 7,1 %  |
| 2         | 5         | 18 de febrero de 2019 (6 años) |                       |        |
| 2         | 6         | 25 de febrero de 2019 (6 años) |                       |        |
| 2         | 7         | 25 de febrero de 2019 (6 años) |                       |        |
| 2         | 8         | 25 de febrero de 2019 (6 años) | 1,1 million           | 11,4 % |

## Influencias
Zone Blanche se inspira para su ambientación en las grandes series del género policial fantástico, comenzando por Twin Peaks, mezclando la atmósfera del polar.

## Premios
- Festival de las creaciones televisivas de Luchon 2017:
  - Premio de la mejor esperanza masculino para Hubert Delattre
  - Premios del mejor realizador para Thierry Poiraud y Julien Despaux
  - Premio de la mejor fotografía para Christophe Nuyens
- Festival de las creaciones televisivas de Luchon 2019:
  - Premio de la mejor fotografía para Christophe Nuyens y Brecht Goyvaerts